# Petrocephalus catostoma
Petrocephalus catostoma är en fiskart som först beskrevs av Günther, 1866.  Petrocephalus catostoma ingår i släktet Petrocephalus och familjen Mormyridae.

## Underarter
Arten delas in i följande underarter:
- P. c. catostoma
- P. c. congicus
- P. c. haullevillei
- P. c. tanensis